# Do You Wanna Come Over?
Do You Wanna Come Over? è una canzone registrata della cantautrice statunitense Britney Spears, facente parte del suo nono album in studio Glory. La canzone è stata scritta da Britney, Mattias Larson, Robin Fredriksson, Julia Michaels e Justin Tranter e prodotta da Mattman & Robin. Il brano è uscito come terzo singolo promozionale il 18 agosto 2016, e come terzo singolo esclusivamente per la Francia nel novembre 2016. Do You Wanna Come Over? è una canzone del genere elettropop e dance-pop. Billboard l'ha nominata come una delle migliori canzoni pop del 2016.

## Esibizioni live
Il 18 agosto 2016, Britney ha aggiunto la canzone alla set-list dei concerti del suo residency Britney: Piece of Me a Las Vegas, insieme a Make Me.... La canzone venne poi inclusa in vari eventi promozionali che la Spears intraprese nei mesi successivi come il 24 settembre all'iHeartRadio festival a Las Vegas, il 2 dicembre al "Jingle Ball Show" a Los Angeles, il 3 dicembre al "Triple Ho Show" a San Jose e la settimana seguente al "Jingle Bash" di Chicago.

## Classifiche
Do You Wanna Come Over? è rimasto due settimane in classifica in Francia, raggiungendo il picco massimo alla 134sima posizione.
| Paesi   | Posizioni raggiunte |
| ------- | ------------------- |
| Francia | 134                 |